# 惠來厝 (雲林縣虎尾鎮)
23°43′39.3″N 120°29′17.0″E / 23.727583°N 120.488056°E
惠來厝，是台灣雲林縣虎尾鎮的一個傳統地域名稱，位於該鎮東部。相較於今日行政區，其範圍大致與惠來里相近。

## 歷史
台灣清治末期至日治初期，惠來厝地區為一街庄，稱為「惠來厝庄」，隸屬於他里霧堡。該庄北與莿桐巷庄為鄰，東與大埔尾庄為鄰，南邊為大北勢庄、田頭庄、小東庄，西邊為過溪仔庄。
1901年（日治明治三十四年）11月，全台廢縣廳改設二十廳，該庄隸屬於斗六廳。1903年（明治三十六年）6月，該庄編入「他里霧區」，隸屬於斗六廳。1909年（明治四十二年）10月，合併二十廳為十二廳，他里霧區改隸屬於嘉義廳。1920年（大正九年），全台地方制度大改正，廢十二廳改設五州二廳，該庄改制為「惠來厝」大字，隸屬於臺南州虎尾郡虎尾庄。1933年，虎尾庄升格為虎尾街。
戰後虎尾街改制為虎尾鎮，隸屬於臺南縣，大字亦改制為里。1950年10月，雲、嘉、南分治，虎尾鎮改隸屬雲林縣。

## 聚落
本地區發展較早的聚落有惠來厝、大路墘，在日治期初期的官方地圖上已有記載。此外，本地區尚有宗岳寮、東光寮、新吉庄、隨益新村等聚落。

## 交通
國道1號又稱「中山高速公路」，是貫穿台灣西部的兩條縱向高速公路之一，大致以北北西—南南東走向繞大彎轉北北東—南南西走向經過惠來厝地區西部邊界外不遠處，並與縣道145乙線交會於虎尾交流道。由此可快速前往國道1號沿線各地。
省道台1線（延平路）又稱「縱貫公路」，是台北至屏東楓港的傳統平面幹道，大致以北北東—南南西走向經過本地區。由該道路前北北東可前往莿桐、西螺、溪州、北斗等地，向南南西可前往斗南、大埤東界、大林、溪口東部等地。
省道台1丁線（莿桐南路二段、中正路、西平路）是莿桐經斗六至斗南的幹道，其北側端點（起點）位於本地區東北部邊界外不遠處的莿桐市區南側省道台1線路口。由此向東北東經樹子腳西南端轉東南微南經大埔尾可前往竹圍子西端、保長廍東北部、海豐崙與斗六交界地帶、斗六市區、大潭與保長廍交界地帶、保長廍西南端、九老爺北端、新庄並止於其西部邊界地帶的省道台1線另一路口（斗南市區北郊）。
縣道145乙線又稱「斗六聯絡道」，是虎尾至大美（下大埔尾）的道路，大致以西向東由本地區西部邊界入境後直行，其後繞大彎轉東南再轉東南微東，經省道台1線路口後繞大彎轉東北東接上鄉道雲74線並與其共線以至出境。由該道向西經國道1號虎尾交流道可前往過溪子北部、埒內北部、廉使北部並止於縣道145號路口；向東北東可前往大埔尾並止於省道台1丁線路口（鄉道雲74線續行）。
鄉道雲49線是義和（番子）至中園的道路，其南側端點（終點）位於本地區中央地帶的鄉道雲54線路口（莿桐地區中園聚落南南東郊）。由此向北北西出境後經中園聚落東側可前往莿桐地區西部、番子並止於鄉道雲42線路口。
鄉道雲54線是西園至新興（溪埔）的道路，其西側端點（起點）位於本地區西部邊界北側外緣的鄉道雲77線路口（過溪子地區西園聚落東北郊）。由此向東北東入境後直行，經鄉道雲49線終點路口轉東微南，於本地區東部邊界北側經省道台1線路口出境，轉東北微東可前往大埔尾北部、大埔尾與樹子腳交界地帶、樹子腳東南端、麻園南端、新庄子南部偏西的溪埔聚落並止於鄉道雲55線路口。
鄉道雲73線是西園至埒內的道路，其東側端點（終點）位於本地區西部邊界略偏北側的鄉道雲77線路口，由此向西出境後可前往過溪子東北端、過溪子與三塊厝交界地帶、過溪子與埒內交界地帶、埒內並止於鄉道雲74線路口。
鄉道雲74線是埒內至虎溪里的道路，大致以西南微西—東北微東走向由本地區西部邊界南側經鄉道雲77線終點路口入境後繞彎道轉東南東，至惠來厝聚落轉東北東再轉東南，經省道台1線路口後轉東北微東，經縣道145乙線路口後與其共線以至出境。由該道路向西南微南可前往過溪子、埒內並止於縣道145號路口；向東北微東可前往大埔尾，獨行後可前往竹圍子西端、保長廍北部並止於省道台1丁線路口。
鄉道雲76線是大莊至惠來厝的道路，其東側端點（終點）位於本地區南部省道台1線路口。由此向西南西直行，出境後經國道1號高架橋下可前往過溪子地區南部的三塊厝聚落、大庄聚落並止於鄉道雲71線路口。
鄉道雲77線是鹿場至崁仔腳的道路，其南側端點（終點）位於本地區西部邊界中央地帶的鄉道雲74線路口（過溪子地區崁仔腳聚落東郊）。由此向北沿邊界而行，經縣道145乙線路口續行，經鄉道雲73線終點路口轉北北西，出境後可前往過溪子東北端、三塊厝東南端、三塊厝與莿桐交界地帶並止於縣道156號轉角路口（鹿場聚落東側）。

## 學校
- 惠來國小